# Ла Ниња
Ла Ниња је поремећај климатских прилика, тј. феномен који је карактеристичан за централни и источни део тропског појаса Пацифика. Јавља се у периоду јаких пасатских ветрова и ниске температуре мора. Најчешће траје три до седам година. Његов назив потиче из шпанског језика и значи „девојчица“.